# Gianni Giudici
Gianni Giudici (ur. 10 marca 1946 w Abbiategrasso) – włoski kierowca wyścigowy.

## Kariera
Giudici rozpoczął karierę w wyścigach samochodowych w 1972 roku od startów we  Włoskiej Formule 3, gdzie jednak nie zdobywał punktów. W późniejszych latach Włoch pojawiał się także w stawce Europejskiej Formuły 3, FIA World Endurance Championship, 24-godzinnego wyścigu Le Mans, European Endurance Championship, MG Metro Challenge Italy, World Touring Car Championship, IMSA Camel Lights, Italian Touring Car Championship, Italian Super Touring Car Championship, Deutsche Tourenwagen Meisterschaft, Spanish Touring Car Championship, International Touring Car Championship, FIA International Touring Car Championship, Porsche Supercup, German Supertouring Championship, International Sports Racing Series, Sports Racing World Cup, Italian Super Production Car Championship, V8Star Germany, Euro 3000, 24 Hours of Spa, FIA GT3 European Championship, International GT Open, GT4 European Cup, Italian Touring Endurance Championship, Speedcar Series, Superstars GT Sprint, Lamborghini Super Trofeo, Blancpain Endurance Series, Superstars Championship Italy, MINI Rushour, Ginetta G50 Cup Italy, Superstars International Series, European Touring Car Cup oraz EUROV8 Series.